# 윤정환
윤정환(尹晶煥, 1973년 2월 16일 - )은 축구선수 였으며 현재 인천 유나이티드 FC 감독이다.
광주광역시 출생으로 북성중학교, 금호고등학교, 동아대학교를 졸업하였다. 감각적인 패스와 재치있고 명석한 플레이로 '꾀돌이'라는 별명이 붙었다. 영리한 두뇌 플레이로 인하여 '톰과 제리'의 주인공인 '제리'라는 별명을 얻기도 하였다.

## 클럽 경력
동아대학교 졸업 후 1995년 유공 코끼리에 입단하여 데뷔하였으며, 대학 재학 당시에는 같은 해(1995년) 유공 유니폼을 입었던 동아대 동기 김윤근과 콤비를 이뤘다. 패스를 중시하였던 니폼니시 감독의 축구 스타일인 니포 축구의 핵심 미드필더로 강한 인상을 남겼다. 2001년 J리그의 세레소 오사카로 옮겨 2001년 일왕배 준우승에 공헌하였지만, 2001년 시즌 결과 팀은 최하위로 밀려 J리그 디비전 2로 강등되었다. 하지만 감독과 구단 측에서 잔류 요청을 하였고, 결국 팀에 잔류하게 되었다. 2002년에는 좋은 활약을 펼치며 팀의 J리그 디비전 2 준우승과 J리그 디비전 1 승격에 공헌하지만, 국내로 복귀하게 되었다. 2003년 K리그의 성남 일화 천마로 이적하여 그 해 성남의 K리그 우승에 공헌하였지만, 주전 경쟁에서 밀리며 어려움을 겪었다. 결국 2004년 전북 현대 모터스로 트레이드되어, 2005년 팀의 FA컵 우승에 공헌하였다. 2005년 9월 25일 FC 서울과의 홈 경기에서 K리그 통산 49번째로 20-20 클럽에 가입하였다. 2005 시즌 후 FA 자격을 얻었으나 전북 현대 모터스와 협상이 결렬되었고, 2006년 1월 19일 당시 J리그 디비전 2의 사간 도스로 이적하였다. 2008년 잇따른 부상으로 재계약이 불발된 뒤 은퇴하였다.

## 국가대표 경력
유상철 등과 함께 1994년 3월 5일 미국과의 친선경기를 통해 A매치 데뷔전을 치렀다. 1998년 12월 4일 베트남과의 1998년 아시안 게임에서 첫 A매치 득점을 올렸다.
거스 히딩크 감독 부임 후 수비 가담 부족을 이유로 많은 기회를 받지는 못하였지만 2002년 3월 열린 핀란드와의 친선 경기에서 좋은 활약을 펼치며 히딩크 감독의 눈도장을 받았고, 2002년 FIFA 월드컵 최종 엔트리에 포함되었다. 월드컵 개막 직전 스코틀랜드와의 평가전에서 감각적인 패스를 선보이며 1골 1어시스트로 깜짝 활약을 펼쳐 본선 무대에서의 활약도 기대를 모았으나, 본선에서는 출전하지 못하였다.

## 지도자 경력
2008년에 은퇴한 후 코치로 사간 도스에 남게 되었고, 2009년 1군 코치로 승격하였다.
2011년 사간 도스의 감독으로 부임하였고 부임 첫 해 팀을 J리그 디비전 2 2위로 이끌며 팀 역사상 처음으로 J리그 디비전 1에 진출시켰다.
2014년 8월 8일 사간 도스의 감독에서 사임하였다. 시즌 후 조민국 감독이 성적 부진으로 경질되자 그의 후임으로 울산 현대의 감독으로 선임되었다.
2015년 5월 5일 제주월드컵경기장에서 열린 현대오일뱅크 K리그 클래식 2015 9라운드 제주와의 원정경기에서 후반 23분 심판 판정에 항의하다 주심에게 퇴장 명령을 받았다. 이는 2015시즌 K리그 1호 감독 퇴장이였으며, 윤정환 감독의 K리그 현역,지도자 시절을 모두 포함해 첫 퇴장 이기도 했다.
2016년 6월 29일 포항스틸야드에서 열린 현대오일뱅크 K리그 클래식 2016 17라운드 동해안 더비에서 주전 멤버 7명을 바꾸는 등, 좋지 않은 경기력으로 포항에게 0-4로 참패하며, 여론의 뭇매를 받았다. 결국 경기 종료 후 울산 팬들이 격분하여 구단 버스를 가로막는 사태까지 벌어져, 버스에서 하차하여 울산 팬들에게 사과하였다.
이후, 울산을 상위 스플릿으로 올려놓았지만 2016년 10월 22일에 있었던 전북과의 홈 경기에서 심판에게 강하게 항의하던 윤정환 감독은 심판에게 퇴장 명령을 받았으며, 2016년 10월 26일 수원과의 FA컵 경기에서 1-3으로 역전패를 당하여 결승 진출에 실패하자 울산의 일부 서포터즈들이 구단 버스를 가로막고 항의하는 사태가 벌어졌다. 결국 윤정환 감독은 구단 버스에서 내려 "구단과 상의해 책임질 부분이 있으면 지겠다"라며 팬들을 설득하였다.
2016년 11월 14일에 계약 만료 후 울산과 결별했다. 후임으로는 전 인천 감독이었던 김도훈이 선임되었다.
2017 시즌을 앞두고 일본 J리그 세레소 오사카 감독으로 부임하여 2017년 일왕배 축구 선수권 대회와 2017년 J리그컵 우승, 2018년 AFC 챔피언스리그 진출을 이끌며 세레소 오사카의 영웅이라는 찬사를 받았다.
2019년 4월 9일 타이 리그1의 무앙통 유나이티드의 감독으로 선임되었다. 하지만 2개월만인 2019년 6월, 팀을 떠나게 되었다.
2019년 11월 25일 일본 J2리그의 제프 유나이티드 이치하라 지바의 감독으로 취임했다. 하지만 제프의 J1리그 승격을 이끌지 못했고, 2022 시즌 후 제프와의 계약이 만료되어 물러났다.
제프와 결별한 후 귀국하여 잠시 해설가로 활동하다가, 최용수의 후임으로 2023년 6월 15일부터 강원 FC의 감독을 맡게 되었다. 부임 당시 강원 FC가 강등권이었던지라 2023년에는 승격 플레이오프까지 간 끝에 김포 FC를 꺾고 강원 FC를 K리그1에 잔류시킨 후, 2024년에 강원 FC를 K리그1 준우승으로 이끌며 구단 역대 최고 성적을 거두었다.
2023년과 2024년에 한 차례씩 경고 및 퇴장 명령을 받아서, 직후 경기에 나서지 못한 적이 있다. 벤치에 나서지 못했던 경기 중 하나는 수원 삼성 블루윙즈와의 2023년 K리그1 시즌 최종전이자 멸망전이었고, 이 날 정경호 수석코치가 대행으로 나섰던 강원 FC는 수원 삼성 블루윙즈와 무승부를 거두며 가까스로 K리그1 잔류에 성공했다.
그러나 2024 시즌을 마친 직후 강원 FC와의 계약 만료를 앞두고 이견을 보였으며, 김병지 대표이사의 만류에도 불구하고 강원 FC와 재계약 협상이 결렬되어 정경호 수석코치에게 감독직을 넘기고 물러났다.
2024년 12월 23일 인천 유나이티드 FC의 감독으로 영입됐고, 유정복 인천광역시장과 함께 취임식을 열었다.

## 플레이 스타일
지능적인 플레이로 동료 공격수에게 날카롭게 찔러주는 창조적인 패스가 호평을 받았다. 하지만, 적은 움직임과 타 선수에 비해 부족한 체력이 비판받은 적이 있다. 좋은 패스 능력과 넓은 시야로 대한민국 최고의 플레이 메이커라는 찬사를 받았다.

## 그 외
- 1997년 4월 26일 부천 SK 소속 시절, 부천 홈 개막전 당시 울산과 경기를 치르게 되었다. 후반 29분경 부상을 당해 부천이 공을 빼 준 후 윤정환이 울산 골키퍼 김병지에게 패스를 한다는 것을 그만 골로 연결되었다. 이에 윤정환은 김병지와 울산 선수들과 코치진들에게 사과를 하였고, 부천은 울산에게 일부러 골을 내주자고 했지만 이를 이해하지 못 한 용병들은 계속 수비를 하다가 이해하고 난 후에 울산에게 일부러 동점골을 내주고 끝내기도 했다.
- 2008년에는 한국프로축구연맹이 진행하는‘2008 K리그 신인선수 교육’에 강사로 나서기도 했다.[21]
- 2016년 9월 18일에는 김병지 은퇴식이 치러진 동해안 더비 경기에서 이번 시즌 전에 열린 출정식에서 홈 관중 2만 명이 넘으면 파란 머리로 염색을 하겠다고 팬들과 약속했고, 지난 8월 27일 광주전 홈경기에 2만239명이 입장하며 조건이 충족되어 파란 머리로 염색하여 나오기도 하였다. (이 날, 울산은 포항에 1-0 승리하여 지난 6월 29일에 있었던 0-4 대패의 복수에 성공하였다.)[22]

## 경력 사항

### 클럽
- 1995년 ~ 2000년  유공 코끼리 / 부천 SK
- 2001년 ~ 2002년  세레소 오사카
- 2003년  성남 일화 천마
- 2004년 ~ 2005년  전북 현대 모터스
- 2006년 ~ 2007년  사간 도스

### 국가대표
- 1996년 하계 올림픽 대표
- 1998년 아시안 게임 대표
- 2000년 CONCACAF 골드컵 대표
- 2000년 AFC 아시안컵 대표
- 2001년 FIFA 컨페더레이션스컵 대표
- 2002년 FIFA 월드컵 대표

### 지도자
- 2008년  사간 도스 유스 코치
- 2009년 ~ 2010년  사간 도스 코치
- 2011년 ~ 2014년  사간 도스 감독
- 2015년 ~ 2016년  울산 현대 감독
- 2017년 ~ 2018년  세레소 오사카 감독
- 2019년  무앙통 유나이티드 감독
- 2020년 ~ 2022년  제프 유나이티드 감독
- 2023년 ~ 2024년  강원 FC 감독

## 수상

### 개인
- 2002년 자황컵 체육대상 남자 최우수상 수상
- 2002년 체육훈장 맹호장
- 2024년 K리그1 감독상

### 클럽

#### 유공 코끼리 / 부천 SK
- 아디다스 컵 우승 1회 (1996년)
- 아디다스 컵 준우승 1회 (1998년)
- 필립모리스 컵 준우승 1회 (1998년)

#### 세레소 오사카
- J2리그 준우승 1회 (2002년)
- 천황배 전일본 축구 선수권 대회 준우승 1회 (2001년)

#### 성남 일화 천마
- K리그 우승 1회 (2003년)

#### 전북 현대 모터스
- FA컵 우승 1회 (2005년)
- 대한민국 슈퍼컵 우승 1회 (2004년)

### 국가대표
- 2000년 AFC 아시안컵 3위
- 2002년 FIFA 월드컵 4위

### 감독

#### 세레소 오사카
- J리그컵 우승 (2017년)
- 후지 제록스 슈퍼컵 우승 (2018년)